# Stigarledning

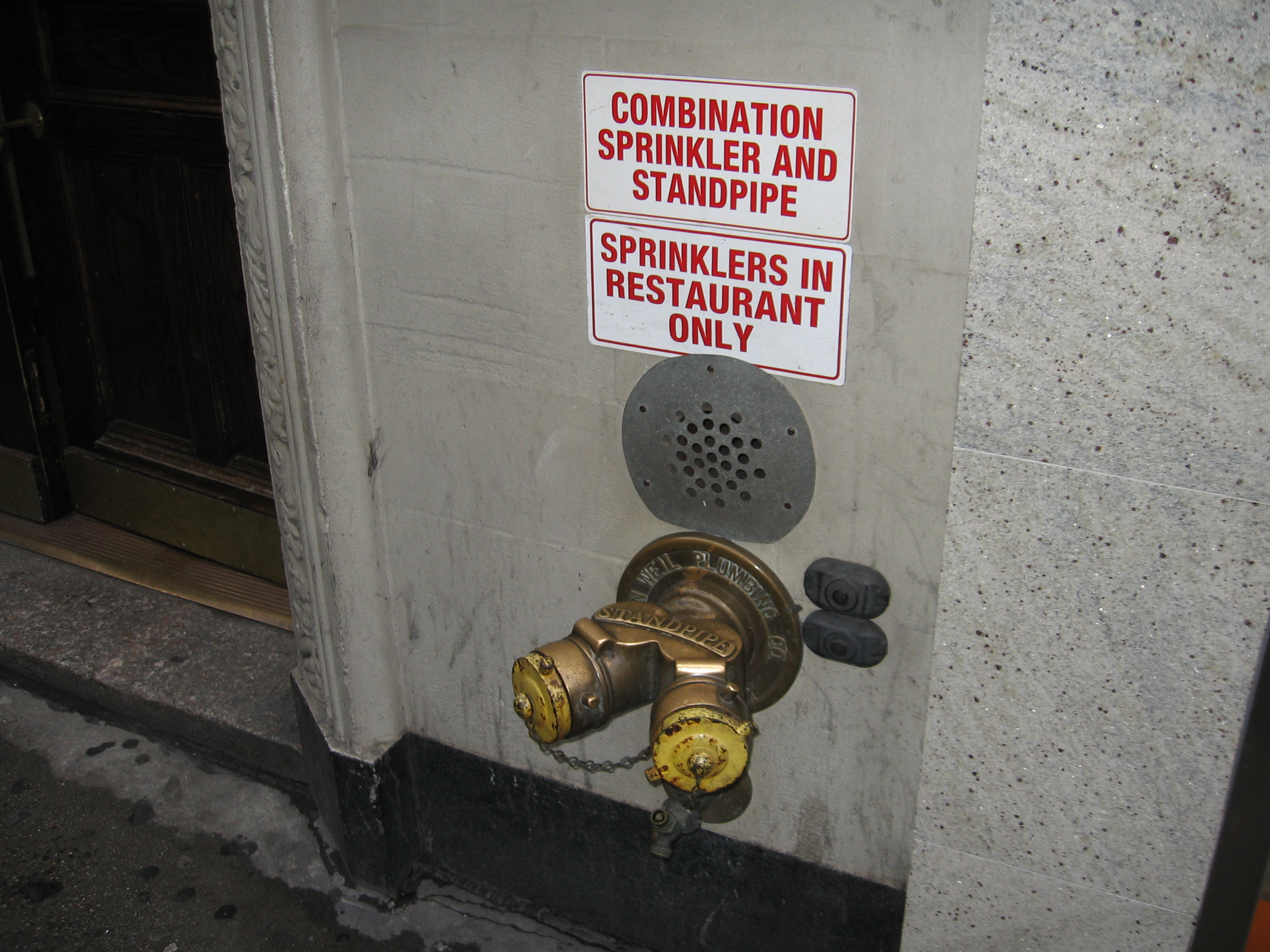
Anslutning till stigarledning och sprinkler.

Stigarledning, som används vid brandbekämpning i höghus, är ett i huset fast monterat rör som räddningstjänsten ansluter vatten till vid gatuplan, för att sedan kunna tappa ut vatten på respektive våning för att slippa dra slangar i trapphus.